# Louis Camille Maillard
Louis Camille Maillard (Pont-à-Mousson, 4 febbraio 1878 – Parigi, 12 maggio 1936) è stato un chimico e medico francese.
Il suo principale contributo è stato la scoperta della reazione che da lui prende il nome, una reazione chimica tra un amminoacido e una riduzione di zuccheri, nei cibi, a seguito della cottura. La reazione di Maillard è di vitale importanza nella preparazione o la presentazione di molti tipi di cibo, Louis-Camille Maillard la descrisse per primo nel 1912 durante il tentativo di riprodurre la sintesi proteica.

## Biografia
Nato nel 1878 a Pont-à-Mousson, nella parte francese della Lorena, figlio del medico Arthur Maillard (1841-1920), Maillard mostrò fin da giovane interesse per le scienze naturali, per la botanica e la geologia. All'età di soli 16 anni fu ammesso alla Facoltà di Scienze dell'Università di Nancy. Nel 1902 si trasferì all'Università di Parigi come ricercatore, sotto la guida di Armand Gautier, impegnato principalmente nella fisiologia. È qui che intraprende i suoi studi sulle reazioni tra amminoacidi e zuccheri alle alte temperature che lo renderanno celebre.
Gli anni successivi Maillard, che apparteneva alla buona borghesia francese, ebbe numerosi riconoscimenti accademici e scientifici. Nonostante i difetti alla vista servì, durante la prima guerra mondiale, come capo dei servizi medici e tossicologici dell'esercito francese. Maillard passò gli ultimi anni della sua vita in Algeria e qui ricoprì il ruolo di professore di chimica biologica presso l'università di Algeri a partire dal 1919. Morì a Parigi nel 1936.

## Pubblicazioni
Tra le sue pubblicazioni:
- Genèse des matières protéiques et des matières humiques (1913);
- Formation de complexes entre les protéines et les hydrates des métaux trivalents (1925);
- Méthode de désalbumination par les aluns (1926)[2].